# Aforia
Aforia is een geslacht van weekdieren uit de klasse van de Gastropoda (slakken). De typesoort van het geslacht is Pleurotoma circinata Dall, 1873

## Soorten
- Aforia abyssalis Sysoev & Kantor, 1987
- Aforia circinata (Dall, 1873)
- Aforia crebristriata (Dall, 1908)
- Aforia goniodes (Watson, 1881[2])
- Aforia goodei (Dall, 1890)
- Aforia hedleyi (Dell, 1990[3])[4]
- Aforia hypomela (Dall, 1889)
- Aforia indomaris Sysoev & Kantor, 1988
- Aforia inoperculata Sysoev & Kantor, 1988
- Aforia kincaidi (Dall, 1919)
- Aforia kupriyanovi Sysoev & Kantor, 1987
- Aforia magnifica (Strebel, 1908)
- Aforia moskalevi Sysoev & Kantor, 1987
- Aforia multispiralis Dell, 1990[5]
- Aforia obesa Pastorino & Sánchez, 2016[6]
- Aforia persimilis (Dall, 1890)
- Aforia serranoi Gofas, Kantor & Luque, 2014[7]
- Aforia staminea (Watson, 1881)
- Aforia tasmanica Sysoev & Kantor, 1988
- Aforia trilix (Watson, 1881)
- Aforia watsoni Kantor, Harasewych & Puillandre, 2016[8]